# Cobai rupestre
El cobai rupestre (Kerodon rupestris) és una espècie de rosegador de la família dels càvids. És endèmic de l'est del Brasil. Es tracta d'un animal folívor. El seu hàbitat natural són les zones rocoses seques amb matolls. És caçat de manera intensiva, tot i que es creu que no és una amenaça significativa per a la supervivència d'aquesta espècie.